# Gerald Thomas Walsh
Gerald Thomas Walsh (* 25. April 1942 in New York City, New York; † 4. Mai 2025) war ein US-amerikanischer römisch-katholischer Geistlicher und Weihbischof in New York.

## Leben
Gerald Walsh besuchte die Good Shepherd Elementary School in New York City und die St. Charles High School in Baltimore. 1959 absolvierte er seinen Abschluss an der Power Memorial Academy in New York City. Ab 1959 studierte er am Iona College in New Rochelle und trat 1961 in das St. Joseph's Seminary in Yonkers, New York, ein. Im Jahr 1963 erwarb er einen BA in Philosophie und 1967 einen Master of Divinity am St. Joseph's Seminary. In den Sommern 1966 und 1967 studierte er zudem am Institut für interkulturelle Kommunikation an der Päpstliche Katholische Universität von Puerto Rico, Puerto Rico. Gerald Thomas Walsh empfing am 27. Mai 1967 durch den Erzbischof von New York, Francis Kardinal Spellman, in der St. Patrick’s Cathedral in New York City das Sakrament der Priesterweihe für das Erzbistum New York. Walsh war als Pfarrvikar der Holy Trinity Church in New York City tätig. Er arbeitete in Teilzeit für das Priesterseminar der Kathedrale, die Ladies of Charity und das New Yorker Kapitel der Knights of Columbus. Im Jahr 1980 trat er als Direktor der Familien- und Kinderdienste in den Dienst der Catholic Charities. Bischof Walsh erwarb 1983 einen postgradualen Master-Abschluss in Sozialarbeit an der Fordham University. Im Jahr 1989 wurde Bischof Walsh zum Pfarrer der Church of the Incarnation in Manhattan und war Mitglied des Priesterrates und des Beraterkollegiums der Erzdiözese New York.
1990 wurde Bischof Walsh zum Päpstlichen Ehrenprälaten ernannt. 1996 verpflichtete ihn John Kardinal O’Connor zum persönlichen Sekretär des Kardinals. Im Jahr 1998 wurde er zum Pfarrer von St. Elizabeth in Manhattan und zum Regionalvikar für Nord-Manhattan ernannt. Im November 2003 wurde Bischof Walsh zum Vikar für Entwicklung in der Erzdiözese New York ernannt.
Am 28. Juni 2004 ernannte ihn Papst Johannes Paul II. zum Titularbischof von Altiburus und zum Weihbischof in New York. Der Erzbischof von New York, Edward Michael Kardinal Egan, spendete ihm am 21. September desselben Jahres die Bischofsweihe; Mitkonsekratoren waren der emeritierte Weihbischof in New York, Patrick Sheridan, und der Weihbischof in New York, Robert Anthony Brucato.
Im Jahr 2007 wurde er zum Regens seiner Alma Mater, des St. Joseph's Seminary, ernannt. 2012 wurde Walsh zum Vikar für den Klerus und Bischofsvikar für die Vikariate Rockland, Central Westchester, South Shore und Yonkers ernannt. Walsh war Vorstandsmitglied in verschiedenen katholischen und kommunalen Einrichtungen. Erzbischof Timothy Dolan ernannte Walsh zum Generalvikar der Erzdiözese.
Am 5. September 2017 nahm Papst Franziskus seinen altersbedingten Rücktritt an.